# Tanjung Harapan Airport
Tanjung Harapan Airport (indonesiska: Bandar Udara Tanjung Harapan) är en flygplats i Indonesien.   Den ligger i provinsen Kalimantan Timur, i den norra delen av landet, 1 500 km nordost om huvudstaden Jakarta. Tanjung Harapan Airport ligger 8 meter över havet.
Terrängen runt Tanjung Harapan Airport är platt. Runt Tanjung Harapan Airport är det ganska glesbefolkat, med 38 invånare per kvadratkilometer. Närmaste större samhälle är Tanjung Selor, 0,93 km väster om Tanjung Harapan Airport. I omgivningarna runt Tanjung Harapan Airport växer i huvudsak städsegrön lövskog.